# Slatoustje
Slatoustje (russisch Златоустье, deutsch Eromeiten, 1938 bis 1945: Ehrenfelde) ist ein verlassener Ort im Rajon Neman der russischen Oblast Kaliningrad.
Die Ortsstelle befindet sich südlich der Stadt Sowetsk (Tilsit) etwa anderthalb Kilometer südlich deren neuer Ortsumgehung, der Regionalstraße 27A-004. Zweieinhalb Kilometer westlich verläuft die Bahnstrecke Tschernjachowsk–Sowetsk (Insterburg–Tilsit), die im Personenverkehr nicht mehr betrieben wird.

## Geschichte
Eromeiten, zunächst Erimaiten oder Erimeiten, war um 1780 ein meliertes Dorf. 1820 wurde der Ort weiterhin als meliert bezeichnet. 1874 wurde die Landgemeinde Eromeiten namensgebend für einen neu gebildeten Amtsbezirk im Kreis Tilsit. Eromeiten, inzwischen im Kreis Tilsit-Ragnit gelegen, wurde 1938 in Ehrenfelde umbenannt.
1945 kam der Ort in Folge des Zweiten Weltkrieges mit dem nördlichen Ostpreußen zur Sowjetunion. 1947 erhielt er den russischen Namen Slatoustje und wurde gleichzeitig dem Dorfsowjet Petrowski selski Sowet im Rajon Sowetsk zugeordnet. Slatoustje wurde vor 1975 an den Ort Petrowo angeschlossen und mit diesem in den Rakitinski selski Sowet eingegliedert und spätestens in den 1980er Jahren verlassen.

### Einwohnerentwicklung
| Jahr | Einwohner |
| ---- | --------- |
| 1867 | 201       |
| 1871 | 204       |
| 1885 | 199       |
| 1905 | 202       |
| 1910 | 191       |
| 1933 | 228       |
| 1939 | 230       |

### Amtsbezirk Eromeiten (Ehrenfelde) 1874–1945
Der Amtsbezirk Eromeiten wurde 1874 im Kreis Tilsit eingerichtet. Er bestand zunächst aus 13 Landgemeinden. Seit 1922 gehörte der Amtsbezirk zum Kreis Tilsit-Ragnit. 1939 wurde er in Ehrenfelde umbenannt.
| Name                   | Änderungsname von 1938 | Russischer Name nach 1945 | Bemerkungen |
| ---------------------- | ---------------------- | ------------------------- | --- |
| Abud-Bussen            |                        |                           | 1893 zu Thalszenten |
| Argeningken-Graudszen  | Argenhof               | Artjomowka                | 1936–1938: Argeningken-Graudschen |
| Budeningken            | Budingen               | Budennowskoje             | b. Argeningken-Graudszen |
| Eromeiten              | Ehrenfelde             | Slatoustje                | |
| Kackscheiten           | Kaschingen             | Kosyrewo                  | auch Kackszeiten, um 1900 zu Karteningken |
| Karteningken           | Kartingen              | Kulikowo                  | |
| Klipschen-Rödszen      | Klipschen              | Skripatschewo             | 1936–1938: Klipschen-Rödschen |
| Skambracken            | Brakenau               | Chochlowo                 | |
| Szudden                | Sudden                 |                           | um 1900 zu Karteningken |
| Taurothenen            | Tauren                 | Kroty                     | Zunächst gab es die beiden Landgemeinden Groß Taurothenen und Klein Taurothenen. Um 1880 (?) wurde Klein Taurothenen an Groß Taurothenen angeschlossen. Um 1900 (?) wurde Groß Taurothenen in Taurothenen umbenannt. |
| Thalszenten            | Grünhöhe               | Winogradowo               | 1936–1938: Thalschenten |
| Trakeningken b. Tilsit | Hochau (Ostpr.)        |                           | 1939 zur Gemeinde Willmannsdorf (Ostpr.) (ex Willmantienen) im Amtsbezirk Schalau (ex Paskallwen) |

1935 wurden die Landgemeinden in Gemeinden umbenannt. Im Januar 1945 umfasste der Amtsbezirk Ehrenfelde die acht Gemeinden Argenhof, Brakenau, Budingen, Ehrenfelde, Grünhöhe, Kartingen, Klipschen und Tauern. Davon ist nur noch das ehemalige Argeningken-Graudszen/Argenhof bewohnt.

## Kirche
Eromeiten/Ehrenfelde gehörte zum evangelischen Kirchspiel Tilsit-Land.